# Lucas Janson
Lucas Ezequiel Janson (ur. 16 sierpnia 1994 w Olavarríi) – argentyński piłkarz występujący na pozycji skrzydłowego, od 2023 roku zawodnik Boca Juniors.